# Městská památková zóna Brno

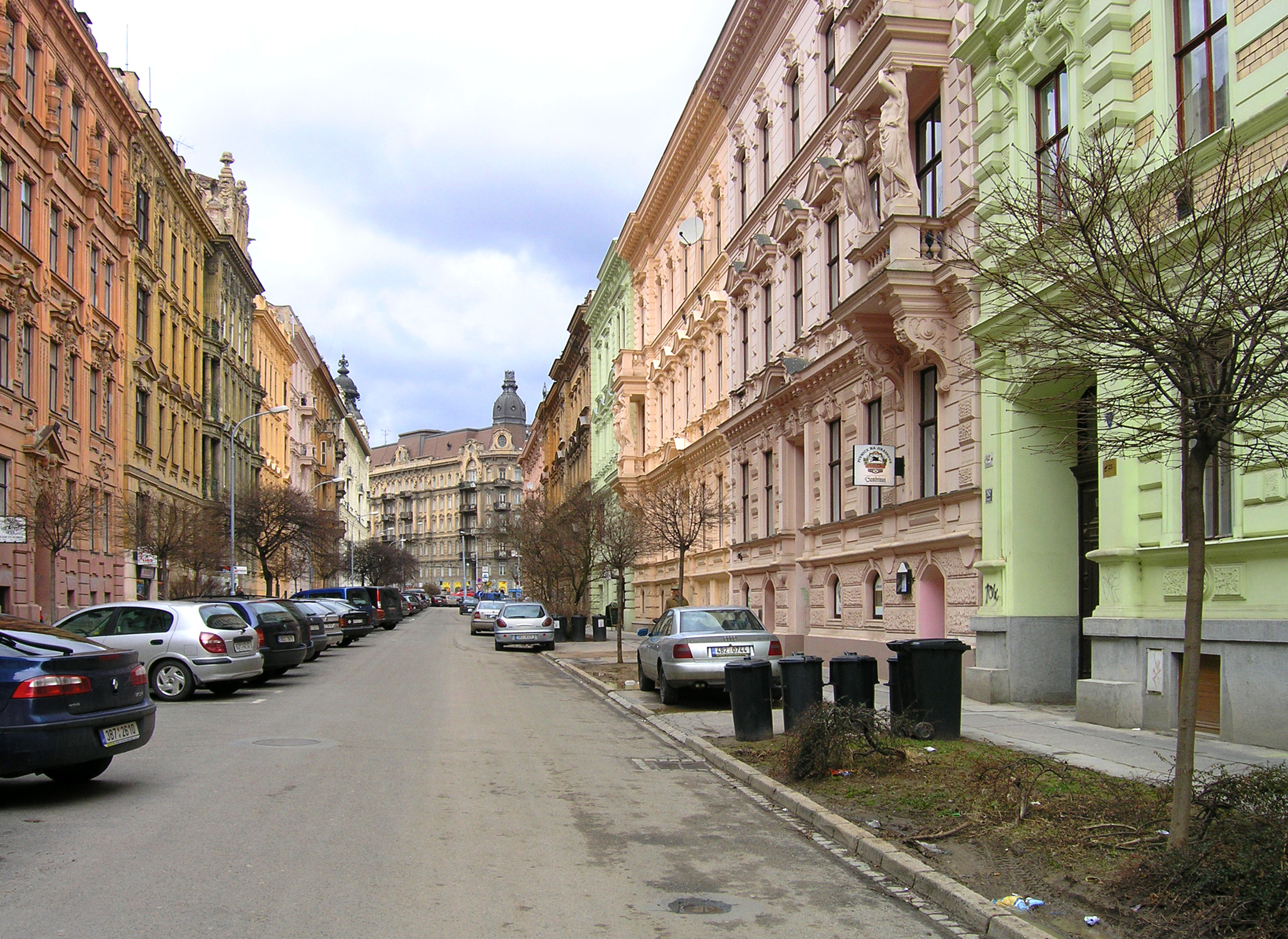
Ulice Jiráskova s typickou velkoměstskou historizující zástavbou z přelomu 19. a 20. století

Městská památková zóna Brno je městská památková zóna v širším centru města Brna, která tvoří pomyslný vějíř obepínající centrální městskou památkovou rezervaci ze západu, severu a východu. Zahrnuje vybraná území městských částí Brno-střed a Žabovřesky, částí Husovic a Černých Polí v městské části Brno-sever a okrajově zasahuje také do městských částí Jundrov, Kohoutovice a Královo Pole. V Ústředním seznamu kulturních památek je zóna registrována pod číslem 2501.
Účelem zóny, vyhlášené v roce 2023, je ochrana zejména exteriérů cenných budov před demolicí či necitlivou rekonstrukcí a také ochrana kvality urbanismu a veřejného prostoru, chrání zejména vilové čtvrti a reprezentativní činžovní domy z 19. a 20. století. Cílem jejího vyhlášení bylo také napravit dřívější administrativní chybu, jejíž vinou asi 1300 budov v Brně ztratilo památkovou ochranu, když v roce 2016 ministerstvo kultury rozhodlo, že objekty po roce 1988 považované za památky bez zapsání do seznamu památkami nejsou, což definitivně potvrdil v roce 2020 Nejvyšší správní soud.
Na území zóny se nachází dvě národní kulturní památky: Kounicovy koleje a vila Tugendhat. Vila Tugendhat je také zapsaná na seznamu Světového dědictví UNESCO.

## Příprava

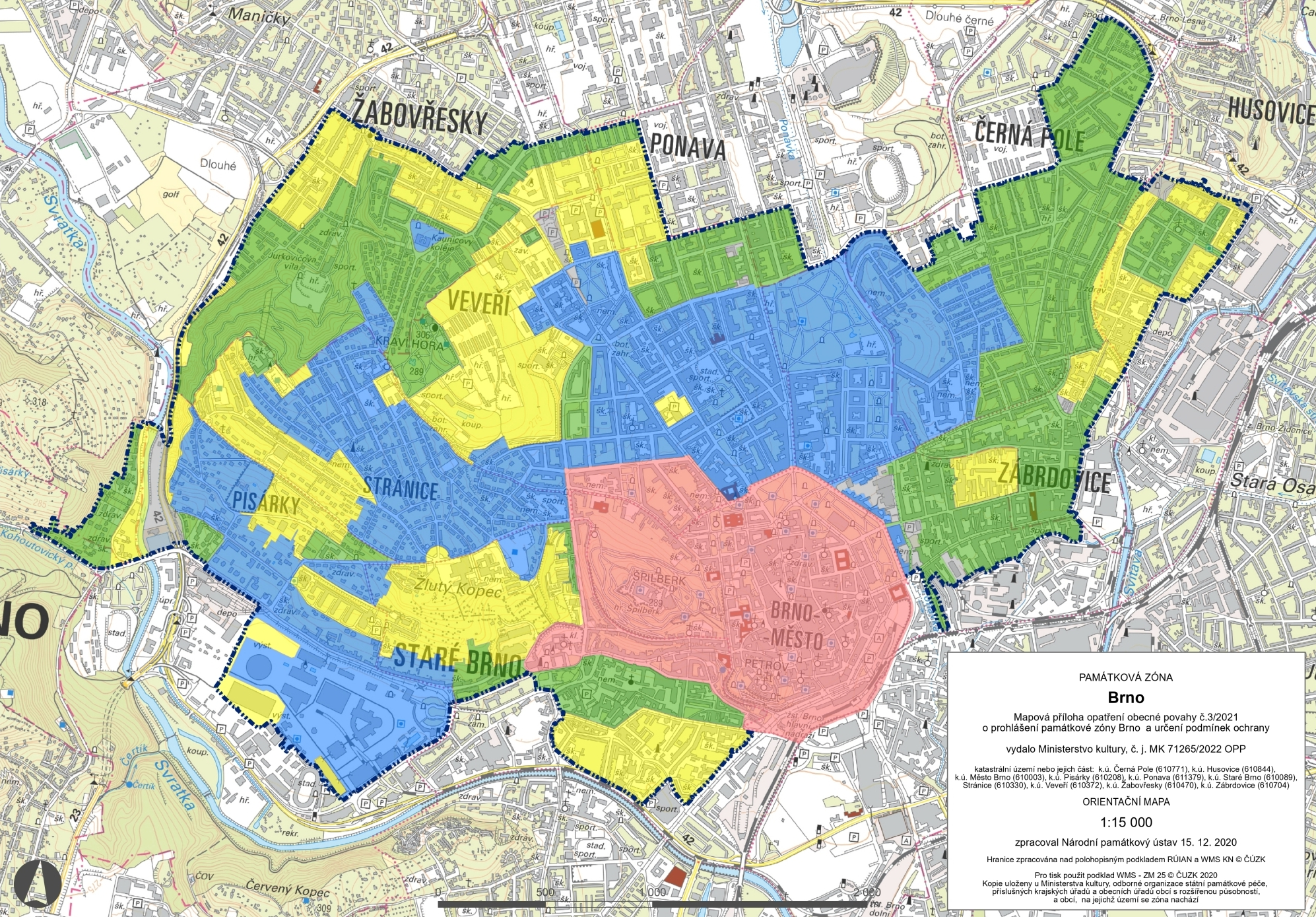
Mapa Městské památkové zóny Brno

Návrh na vyhlášení městské památkové zóny připravoval Národní památkový ústav nejpozději od roku 2017. Politické vedení města Brna usilovalo o zúžení zóny v některých lokalitách kvůli zamýšleným projektům, rozsah zóny kritizoval i starosta městské části Brno-střed Vojtěch Mencl a požadoval její omezení jen na území Masarykovy čtvrti, ulice Veveří a okolí parku Lužánky. Reprezentace městských částí Brno-sever a Žabovřesky záměr nerozporovaly, starosta Brna-sever neuspěl s požadavkem na zahrnutí sídliště Lesná.
V listopadu 2019 předpokládal náměstek ministra kultury vyhlášení zóny v první polovině roku 2020, pokud by vše šlo dobře. V lednu 2021 památkový ústav jednání ukončil a ministerstvu předložil výsledný kompromisní návrh. Výsledkem dohody s městem a městskými částmi bylo ustanovení čtyř různých stupňů ochrany od nejpřísnější A po nejbenevolentnější D, ze zóny také mimo jiné byla vyloučena část Brněnského výstaviště u pavilonu Z. Reprezentace města však od podpory v létě 2021 ustoupila a představila vlastní variantu s jedenácti jednotlivými zónami namísto celoplošné ochrany. S tím ovšem neuspěla. Ministerstvo kultury České republiky výslednou podobu návrhu vyvěsilo na úřední desce 20. prosince 2021 a 30. ledna 2023 vydalo opatření obecné povahy o prohlášení památkové zóny Brno, které nabylo účinnosti 21. února 2023.
Město Brno a městské části Brno-střed a Brno-Královo Pole podaly po vyhlášení zóny žalobu na ministerstvo kultury, neboť ji považovaly za příliš striktní a špatně procesně vyhlášenou. V únoru 2024 Městský soud v Praze tuto žalobu zamítl.